# Xã Roosevelt, Quận Pocahontas, Iowa
Xã Roosevelt (tiếng Anh: Roosevelt Township) là một xã thuộc quận Pocahontas, tiểu bang Iowa, Hoa Kỳ. Năm 2010, dân số của xã này là 97 người.